# Forfiles
La commande DOS forfiles permet des manipulations complexes sur les fichiers.
Elle est apparue avec Windows Vista, pour coder des batchs.

## Syntaxe
```
 forfiles [/p 
<
Path
>
] [/m 
<
SearchMask
>
] [/s] [/c 
"<Command>"
] [/d [{+
|
-}][{
<
Date
>
|<Days
>
}]]

```

## Exemple
Pour supprimer tous les fichiers temporaires plus anciens que 60 jours :
```
 forfiles /p 
"C:\Temp"
 /s /m *.* /c 
"cmd /c Del @path"
 /d -60

```